# Cerbaris curvispiculifer
Cerbaris curvispiculifer är en svampdjursart som först beskrevs av Carter 1880.  Cerbaris curvispiculifer ingår i släktet Cerbaris och familjen Bubaridae. Utöver nominatformen finns också underarten C. c. geniculatus.